# Josep Manel Busqueta
Josep Manel Busqueta Franco (San Andrés de Llavaneres, 1973) es un economista, pastelero y escritor, miembro del colectivo Seminario de Economía Crítica Taifa.
Participó en tareas de asesoramiento al gobierno venezolano durante los últimos meses del mandato de Hugo Chávez. A partir de esta experiencia publicó varios artículos sobre la evolución del proceso revolucionario bolivariano en medios de comunicación como La Directa, Diagonal, Revista Cataluña, Illacrua, ONGC y La lletra A. Ha estudiado y popularizado las teorías de la crisis, el cooperativismo y la soberanía económica desde la perspectiva de la economía crítica y el marxismo. L'hora dels voltors, (La hora de los buitres), su primera obra en solitario, fue el segundo libro de pensamiento crítico más vendido en Cataluña en la fiesta de Sant Jordi de 2013.
En las elecciones en el Parlamento de Cataluña de 2015, se presentó como número tres de la circunscripción de Barcelona de la candidatura Candidatura de Unidad Popular - Llamamiento Constituyente y fue elegido diputado al Parlamento de Cataluña. El 10 de enero de 2016 se anunció que el Consejo Político de la CUP había decidido que sería uno de los dos diputados junto a Julià de Jòdar que tras los acuerdos entre la CUP y Junts pel Sí para la elección de Carles Puigdemont como Presidente de la Generalidad de Cataluña dejaría su escaño en el parlamento en cumplimiento de los mismos. En la sesión de investidura del nuevo presidente Puigdemont Busqueta fue uno de los dos diputados de la CUP junto a Gabriela Serra que se abstuvo. El 12 de enero de 2016 formalizó su renuncia al acta de diputado.

## Obras[2]
- Todo sobre la Renta Básica, con varios autores (2001)
- Todo sobre la Renta Básica (2), con varios autores (2004)
- Crítica a la economía ortodoxa, Seminario de Economía Crítica Taifa. Universidad Autónoma de Barcelona, Servicio de Publicaciones. Coord. Miren Etxezarreta con varios autores (2004)
- L'hora dels voltors. La crisi explicada a una ciutadania estafada (La hora de los buitres. La crisis explicada a una ciudadanía estafada) (2013)
- Conversa entre Pau Llonch i Josep Manel Busqueta. Fre d'emergència (Conversación entre Pau Llonch y Josep Manel Busqueta. Freno de emergencia) con Pau Llonch (Icaria, 2014)